# عادت (فیلم ۱۹۲۱)
«عادت» (انگلیسی: Habit (1921 film)) یک فیلم به کارگردانی ادوین کرو است که در سال ۱۹۲۱ منتشر شد.